# Schloss Theuerwang

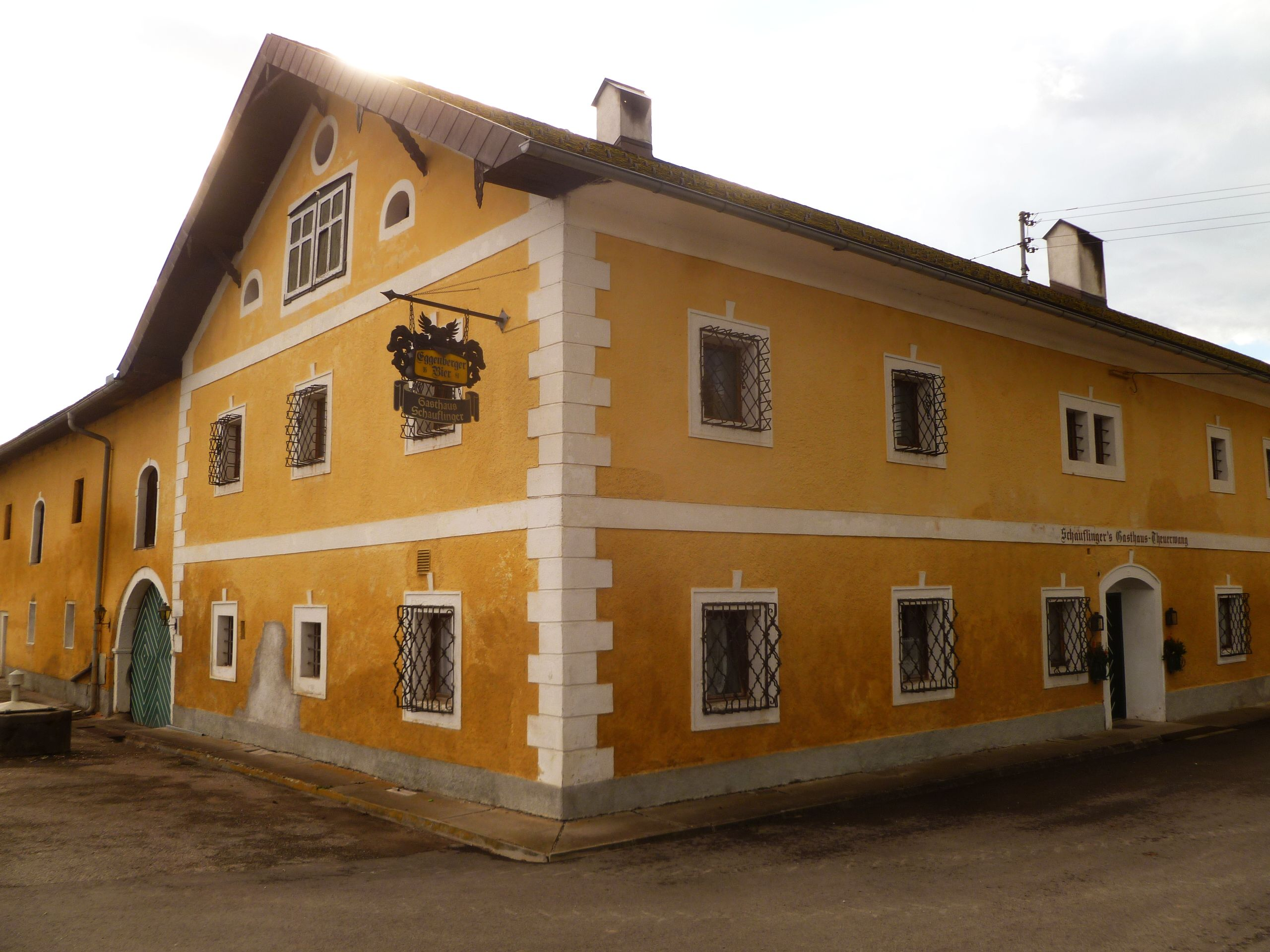
Schloss Theuerwang, heute Gasthaus Schauflinger

Das ehemalige Schloss Theuerwang, heute Gasthaus Schauflinger liegt im gleichnamigen Ortsteil der Gemeinde Vorchdorf im Bezirk Gmunden in Oberösterreich. (Theuerwang 13).

## Geschichte
Theuerwang wird erstmals in einem Verkaufsbrief an das Kloster Wilhering 1279 genannt. Sein damaliger (ohne Vornamen genannter) Besitzer war ein Tewrwanger. Seine Söhne Otaker und Christianus werden um 1300 in verschiedenen Briefen als Zeugen genannt. 1336 verkauft Heinrich von Alharting im Namen der Kinder des Otakers den „Hof zu Twerwang“ dem Stift Kremsmünster. Die Theuerwanger scheinen auch als Eggenberger auf und sind im Dienst der Stadt Steyr und der Schaunberger anzutreffen. Theuerwang gelangt dann an Ulrich von Capellen, dem es am 18. Oktober 1346 Heinrich der Theurwanger wieder abkauft. 1354 werden hier Johann Theuerwanger und 1372 Weimar Teuerwangers Gemahlin Chunigunde erwähnt. Folgende Theuerwanger werden noch angeführt: Dietrich I. um 1363, sein Sohn war Dietrich II. Ein Theuerwanger ruht im St. Stephansfriedhof in Wien; auf seinem Epitaph steht: „Allhie liegt begraben der Erbe Caspar Theuerwang nach Christi Geburt.“ Sein Wappen ist erhalten, die Jahreszahl aber unleserlich. Sein Sohn hieß Wolfgang II., der am 10. März 1471 einen Verkaufsbrief des Wolfgang Rotelmayr siegelte. 1492 werden noch ein Hans Theuerwang vom Schloss Au bei Roitham und 1511 ein Stephan Teuerwanger genannt. Nach 1525 verschwinden die Theuerwanger aus den Annalen der Geschichte. Theuerwang ging an die Turnperger über; von denen werden genannt: Conrad Tunperger, Lenhard Tunberger (1520), Christoph Tunberger (1544), Caintz Tunperger (1568). 1632 folgt ein Wolf Weixelpaumer. Weitere Besitzer oder Lehensnehmer sind nicht bekannt.
Theuerwang war 1463 ein Lehen von Kloster Kremsmünster. Nach dem Aussterben der Theuerwanger wurde 1463 hier der Amtshof des Stiftes eingerichtet. Das Schloss brannte um 1880 ab.

Schloss Theuerwang
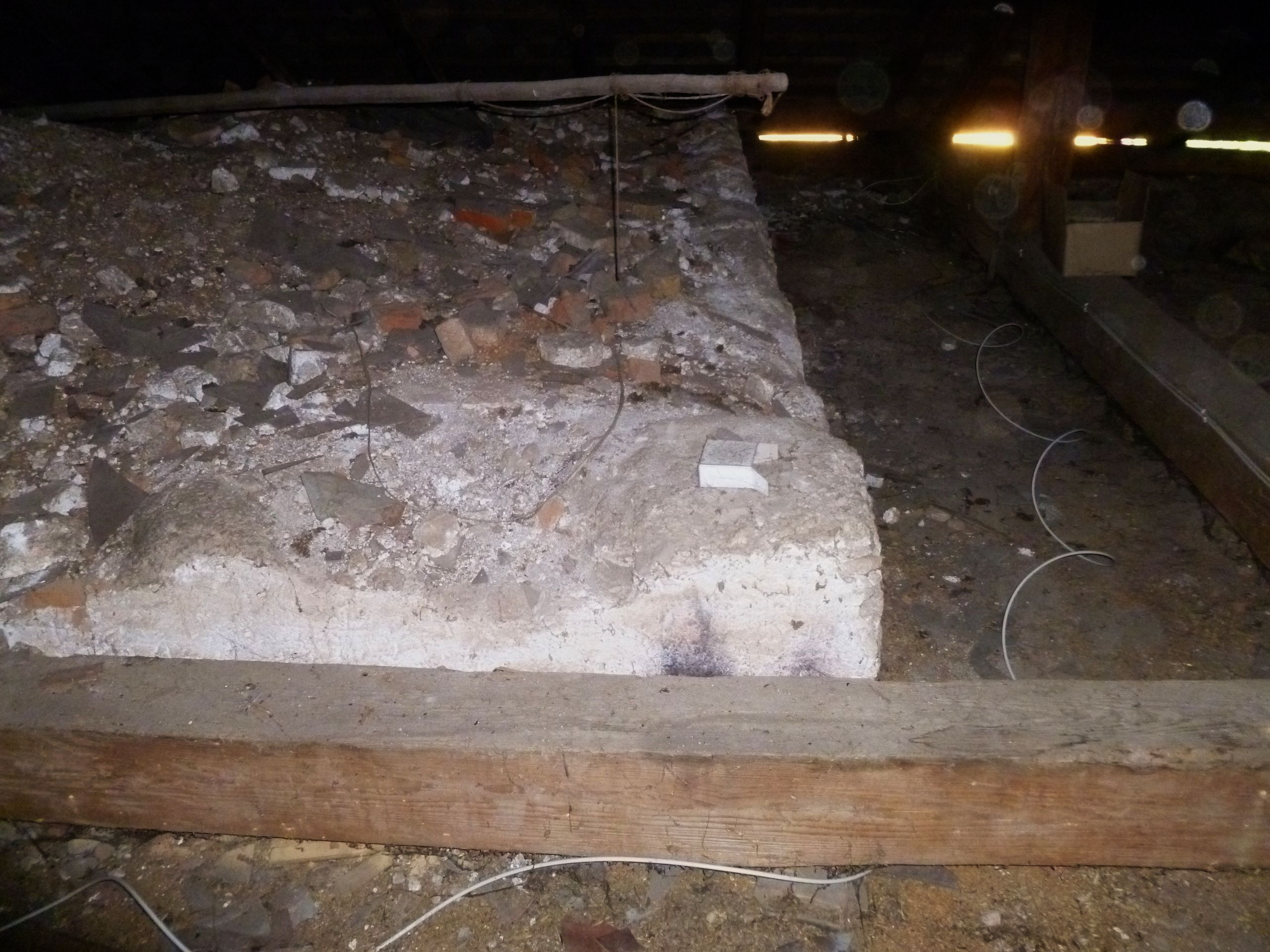
Turmrest
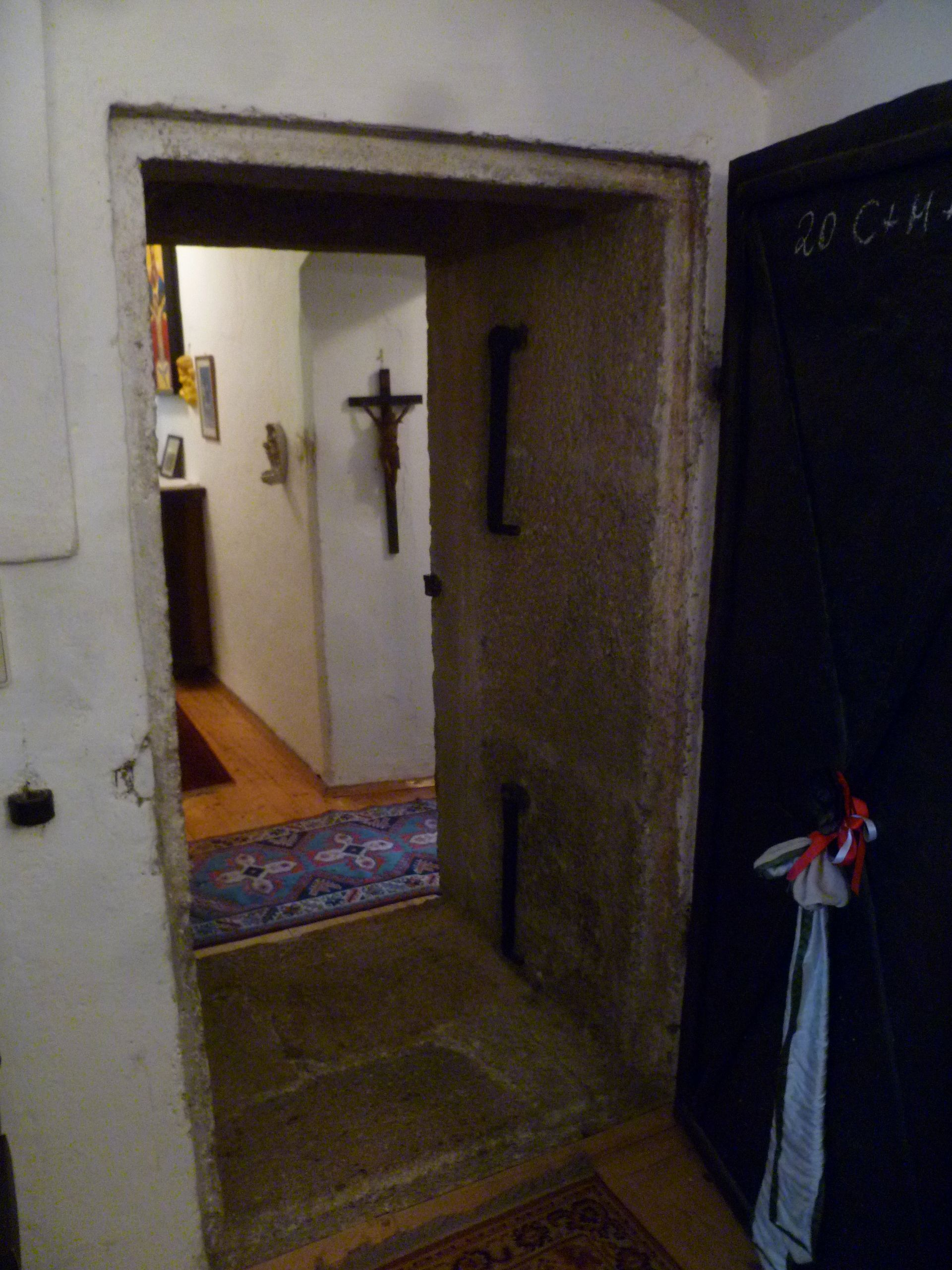
Türgewand
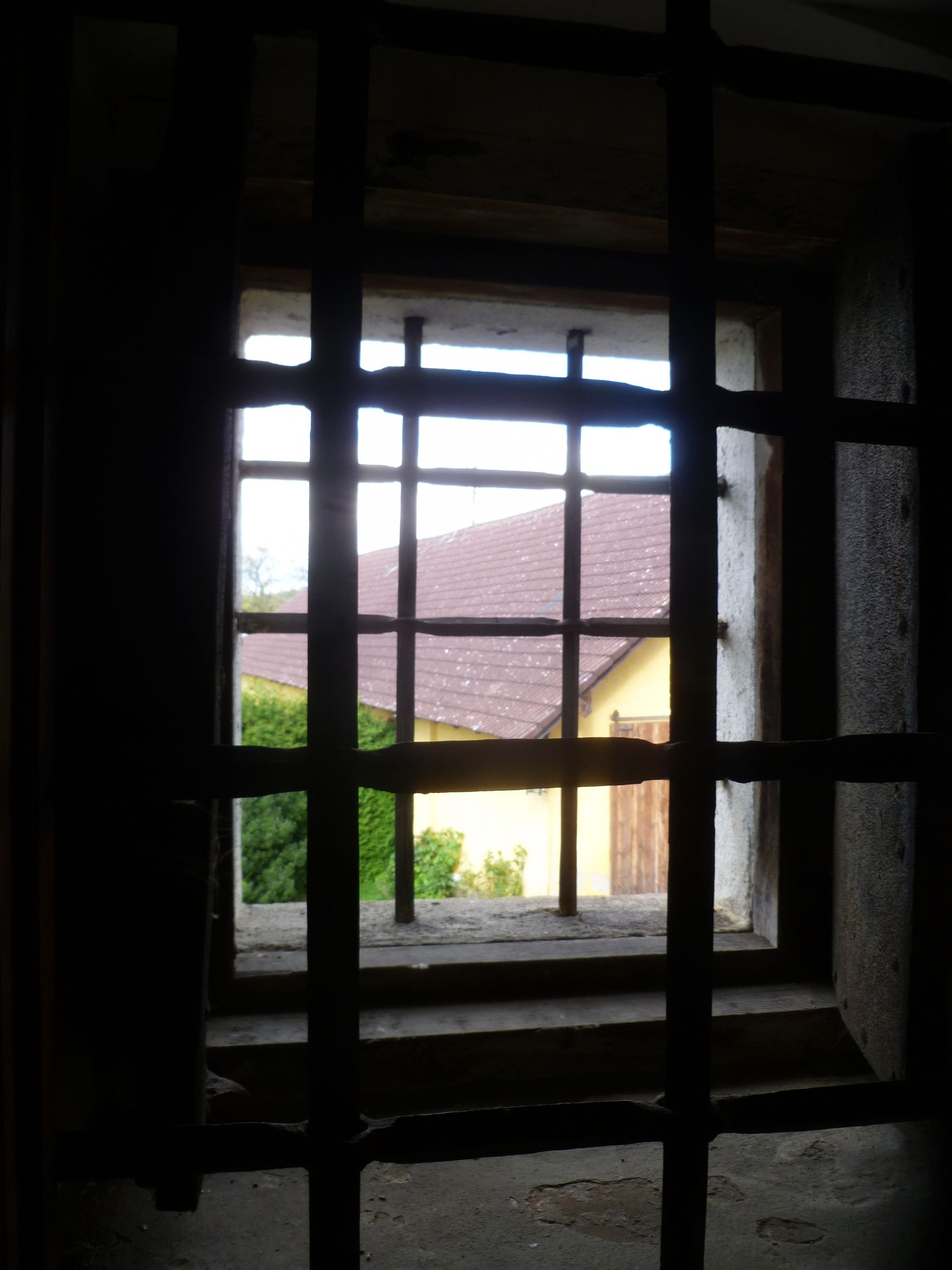
Doppelt vergittertes Fenster
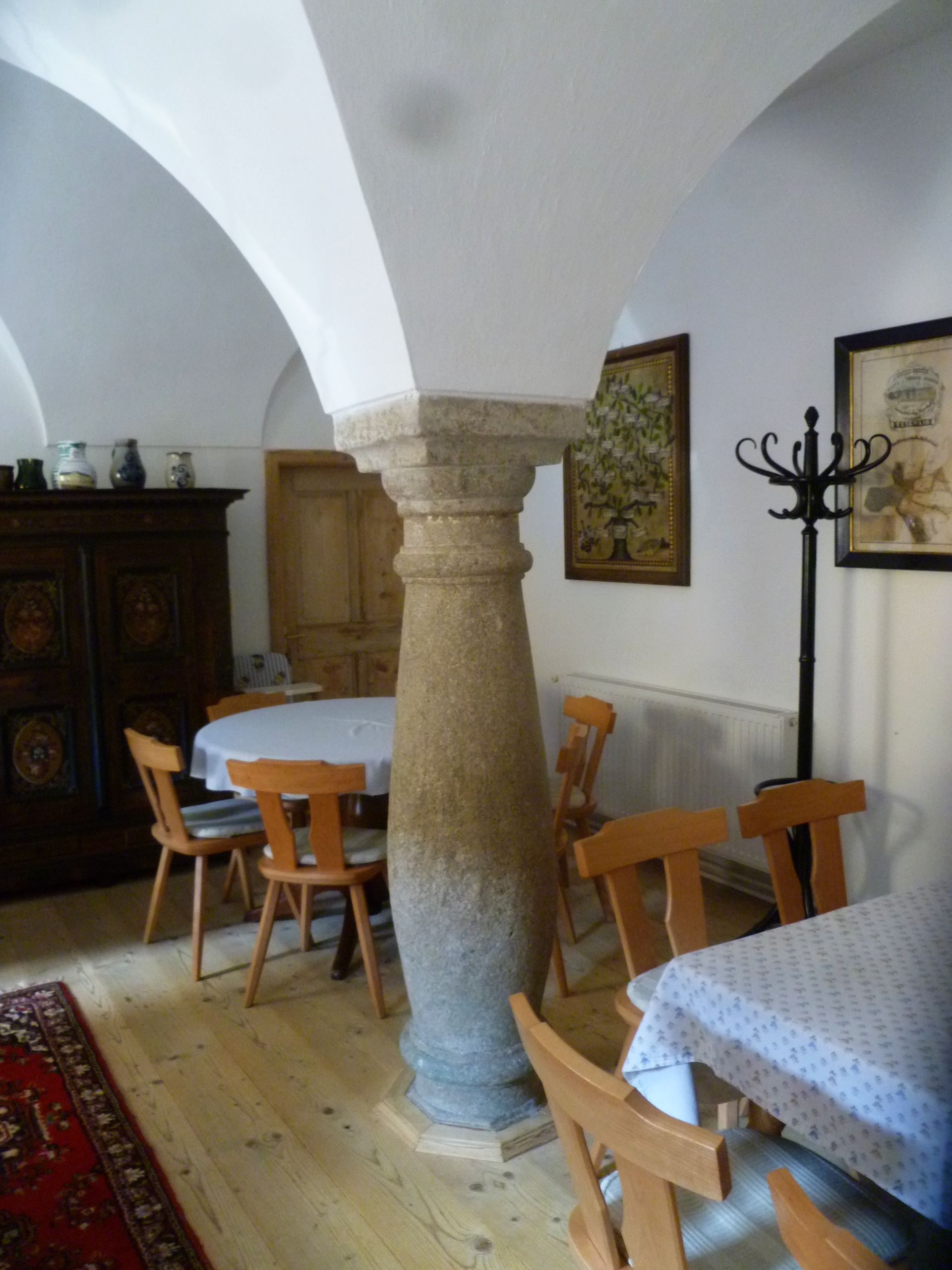
Steinsäule in der Gaststube

## Schloss Theuerwang heute
Theuerwang ist heute ein stattlicher Bauernhof und zugleich Gasthof in der gleichnamigen Ortschaft. Der Wohntrakt des Hofes ist über der Ostflanke der ehemaligen Wasserburg errichtet worden. Die Burgmauern und ein ehemals vorgekröpfter Rundturm stecken noch in dem heutigen Gebäude. In dem gut renovierten Haus befinden sich zudem Spitzkappengewölbe, ein alter Kachelofen und weitere Ausstattungsdetails des früheren Schlosses. Im ersten Stock sind teilweise noch doppelte Fenstergitter mit starken Fensterläden (Schießscharten) erhalten. Andere Fenster besitzen schmiedeeisernen Fensterkörbe.
Neben dem Hof liegt der Zehentstadel des ehemaligen Amtshofes. Im Keller dieses Stadels sind Gewölbe, die bis auf das Jahr 993 zurückgehen. Der Keller ist mit Flusssteinen gepflastert. Das große Tonnengewölbe weist eine Höhe von ca. 5 m auf.

Zehentstadel von Schloss Theuerwang
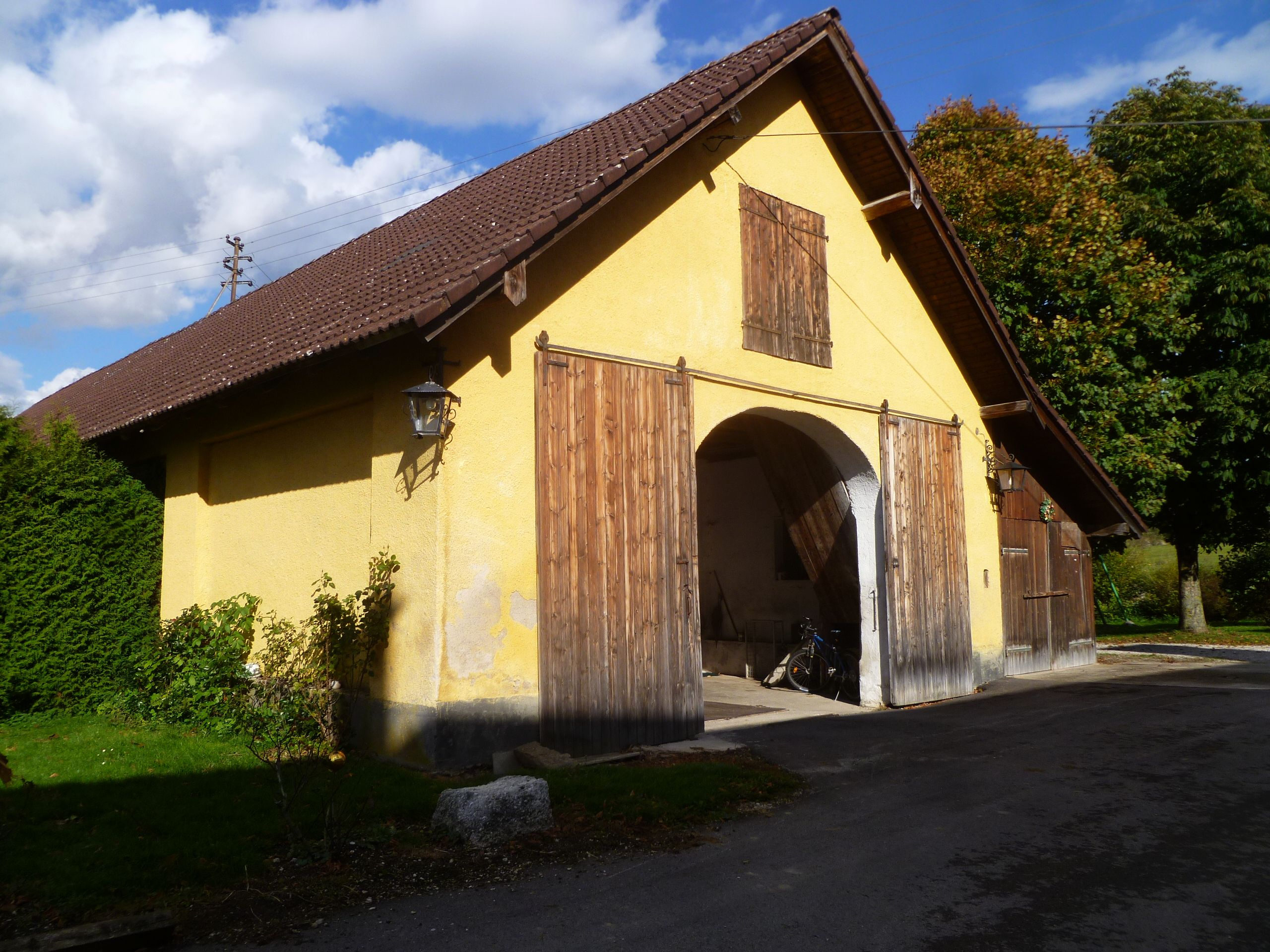
Schloss Theuerwang: Zehentstadel
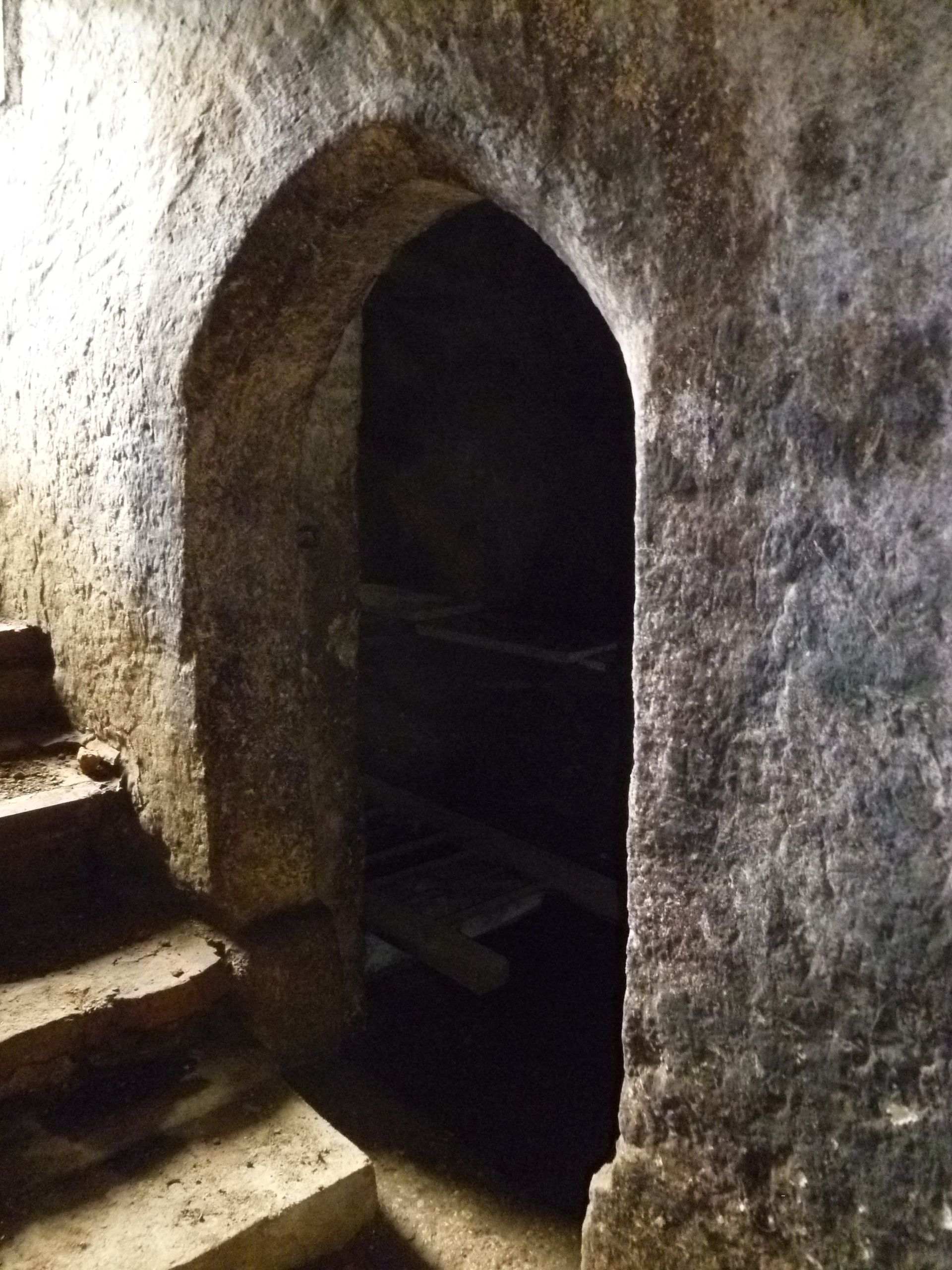
Zehentstadel: romanisches Kellergewölbe
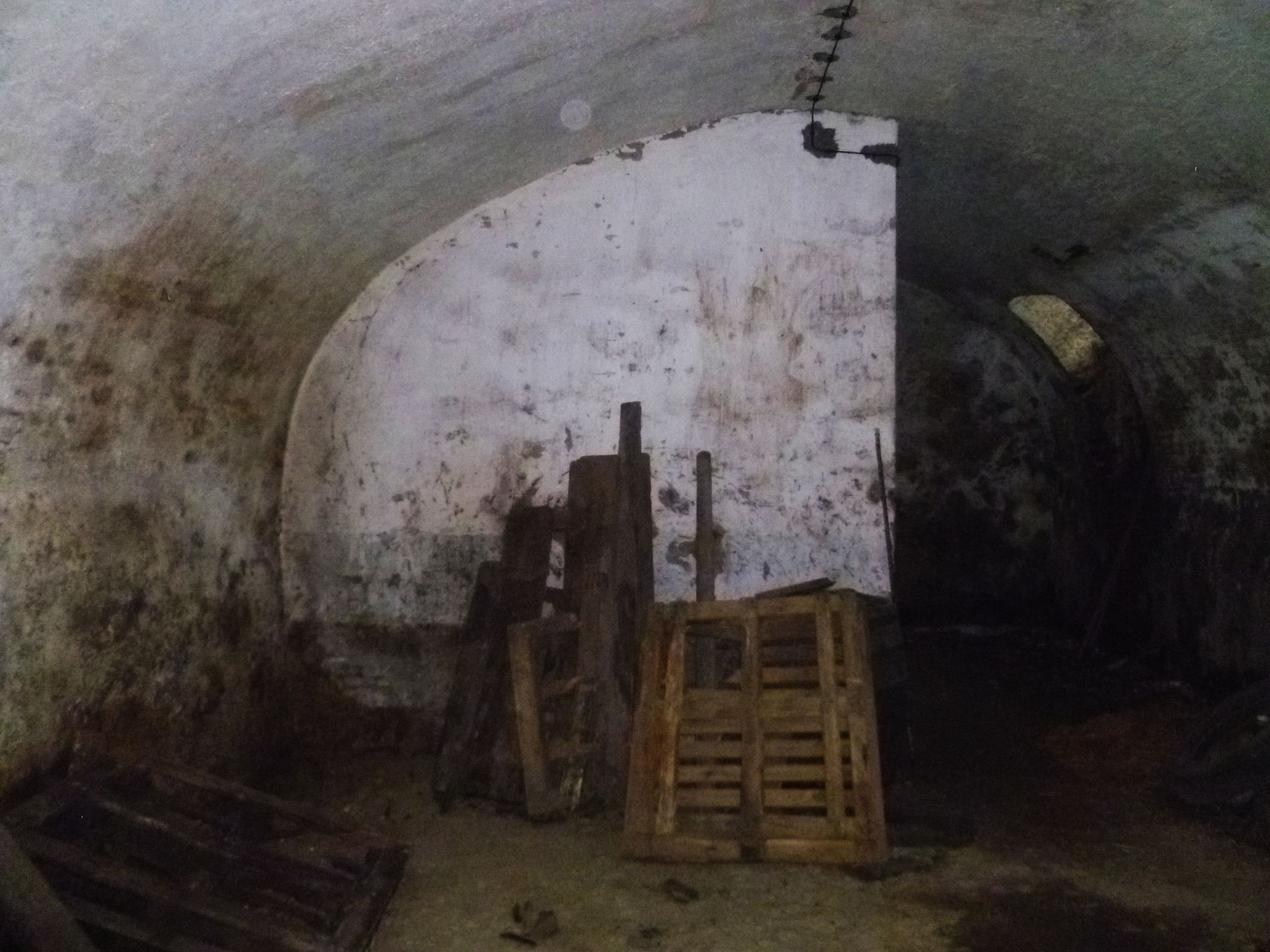
Zehentstadel: Kellergewölbe
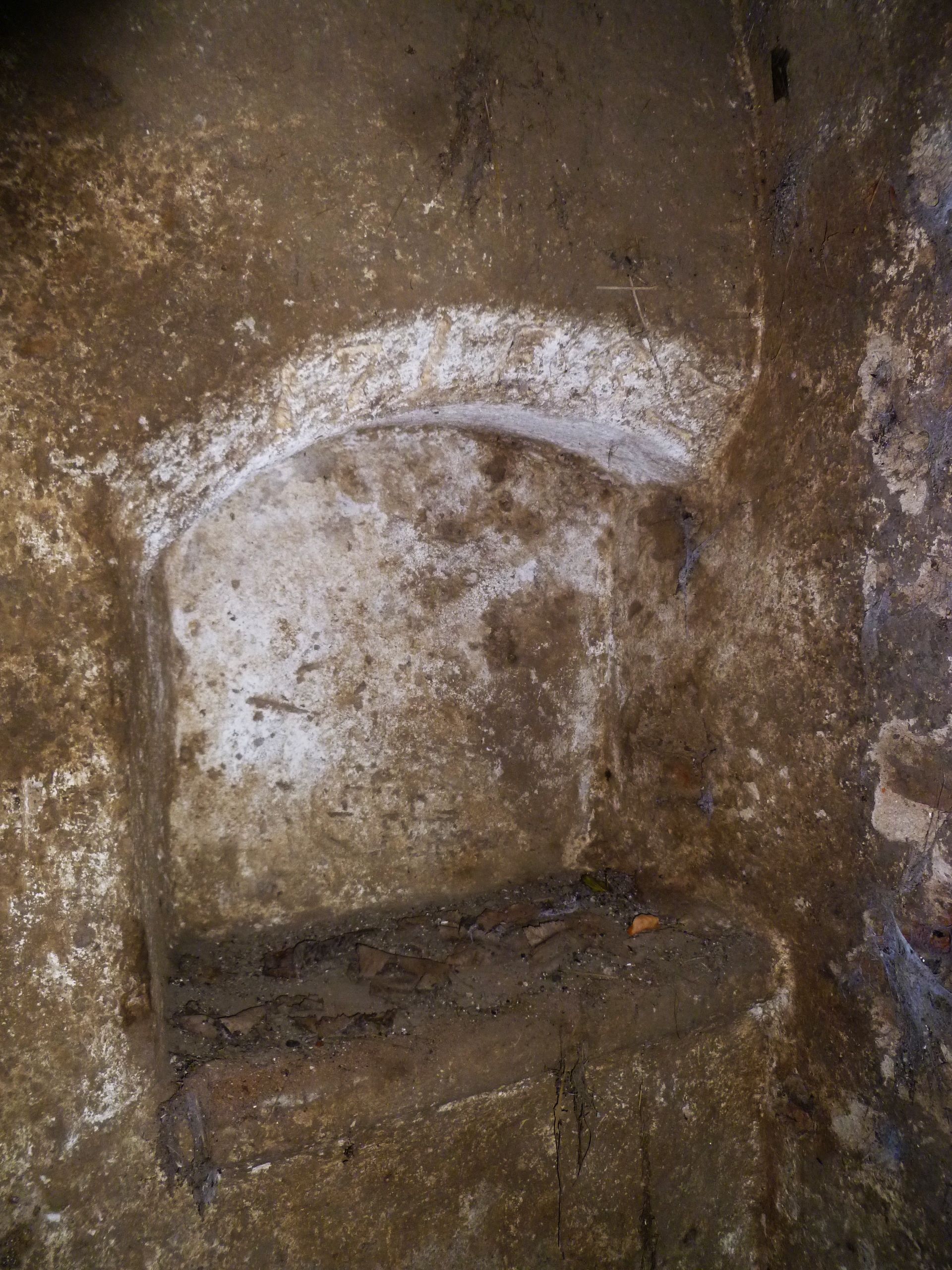
Zehentstadel: Ausnehmung für Wandleuchte

Seit 1909 wird in dem früheren Schloss das Gasthaus Schauflinger betrieben, das im Besitz der Familie Haslinger ist. Die Zimmer des Gasthauses sind mit zahlreichen bäuerlichen Möbelstücken und Bildern früherer Besitzer ausgestattet.